# Actia nigroscutellata
Actia nigroscutellata là một loài ruồi trong họ Tachinidae.